# Ratpenat nassut daurat
El ratpenat nassut daurat (Murina aurata) és una espècie de ratpenat que es troba a l'àrea compresa entre l'Índia i Corea.